# El hombre de acero (película de 1917)
El hombre de acero es una película chilena de cine mudo en blanco y negro, dirigida por Pedro Sienna y creada colectivamente por este, Rafael Frontaura, Jorge Délano y Nemesio Martínez. Se rodó en la ciudad de Santiago, estrenándose en dicho país el 4 de agosto de 1917.

## Argumento
Un joven de familia acomodada aprende mecánica por iniciativa propia en la Escuela de Artes y Oficios. Inesperadamente, la familia cae en la ruina, convirtiéndose el muchacho en el principal sostenedor de esta. Para lograr mantenerla, instala un taller en un pueblo en las cercanías de Santiago. Su negocio se vuelve exitoso, se casa con la hija de un industrial de la alta sociedad santiaguina, regresa a la capital, recupera su antigua vida social y obtiene un cargo como ejecutivo en la Empresa de los Ferrocarriles del Estado.